# Nemum
Genre
Nemum est un genre de plantes de la famille des Cyperaceae.

## Liste d'espèces
Selon NCBI (27 août 2015) :
- Nemum spadiceum

Selon The Plant List (27 août 2015) :
- Nemum angolense (C.B.Clarke) Larridon & Goetgh.
- Nemum atracuminatum Larridon, Reynders & Goetgh.
- Nemum bulbostyloides (S.S.Hooper) J.Raynal
- Nemum capitatum S.S.Hooper ex Larridon & Goetgh.
- Nemum equitans (Kük.) J.Raynal
- Nemum megastachyum (Cherm.) J.Raynal
- Nemum raynalii S.S.Hooper ex Larridon & Goetgh.
- Nemum spadiceum (Lam.) Desv. ex Ham.

Selon Tropicos (27 août 2015) (Attention liste brute contenant possiblement des synonymes) :
- Nemum bulbostyloides (S.S. Hooper) J. Raynal
- Nemum equitans (Kük.) J. Raynal
- Nemum megastachyum (Cherm.) J. Raynal
- Nemum parviflorum Lye
- Nemum spadiceum (Lam.) Desv. ex Ham.